# Les Chevaux de Dieu
Pour plus de détails, voir Fiche technique et Distribution.
Les Chevaux de Dieu (arabe : يا خيل الله) est un film marocain réalisé par Nabil Ayouch et sorti en 2012.
Le film est inspiré d'un roman de Mahi Binebine, Les Étoiles de Sidi Moumen, qui évoque un fait divers authentique : le soir du 16 mai 2003, cinq attentats-suicides ensanglantèrent la ville de Casablanca, causant la mort de 45 personnes, parmi lesquelles la plupart des poseurs de bombes.
Il est sélectionné pour représenter le Maroc aux Oscars du cinéma 2014 dans la catégorie meilleur film en langue étrangère.

## Synopsis
Dans un bidonville proche de Casablanca, une famille pauvre tente de survivre, avec un père dépressif et une mère écrasée par les tâches quotidiennes. Tarek, le plus jeune des enfants, surnommé « Yachine » (en référence à son idole, le footballeur russe Lev Yachine), est sous la protection de Hamid, son aîné, petit caïd du quartier. Un autre frère est sous les drapeaux, et le quatrième est quasi autiste. Au cours d'un séjour en prison, Hamid est gagné à la cause des islamistes radicaux. Il finit par convaincre Yachine et ses copains, Nabil et Fouad, de le rejoindre. Un imam, Abou Zoubeir, assure leur préparation physique, spirituelle et mentale. Un jour, il leur annonce qu'ils ont été élus pour devenir des martyrs d'Allah. Ils se préparent donc pour une série d'attentats-suicides prévus à Casablanca.

## Fiche technique
- Titre : Les Chevaux de Dieu
- Titre original : يا خيل الله
- Réalisation : Nabil Ayouch
- Scénario : Jamal Belmahi, d'après le roman Les Étoiles de Sidi Moumen[2] de Mahi Binebine
- Photographie : Hichame Alaouié
- Musique : Malvina Meinier
- Son : Zacharie Naciri, Éric Lesachet (mixage)
- Montage : Damien Keyeux
- Décors : Hafid Amly et Hind Ghazali
- Costumes : Nezha Dakil
- Production : Nabil Ayouch, Pierre-Ange Le Pogam, Éric Van Beuren, Patrick Quinet
- Pays d'origine :  Maroc- France- Belgique
- Langue originale : arabe
- Format : couleur - 1,85:1
- Durée : 115 minutes
- Dates de sortie :
  - France : 19 mai 2012 (section Un certain regard au Festival de Cannes), 20 février 2013 (sortie nationale)
  - Belgique : 1er octobre 2012 (Festival du film francophone de Namur), 13 février 2013 (sortie nationale)

## Distribution
- Abdelhakim Rachid : Tarek dit « Yachine »
- Abdelilah Rachid : Hamid
- Hamza Souidek : Nabil
- Ahmed el-Idrissi Amrani : Fouad
- Saïd Lalaoui : Hamid à 13 ans
- Achraf Aafir : Yachine à 10 ans

## Distinctions

### Récompenses
- Festival de Cannes 2012 : Prix François Chalais (sélection « Un certain regard »)
- Festival Arte Mare de Bastia 2012 : Grand prix
- Festival Cinemed de Montpellier 2012 : Prix du jeune public
- Festival du film francophone de Namur 2012 : Prix spécial du jury et prix du jury junior
- Festival international du film de Valladolid 2012 : Espiga de Oro
- Journées cinématographiques de Carthage 2012 : Prix de la critique internationale
- Festival du film de Doha 2012 : Meilleur réalisateur
- Giffoni Film Festival 2012 : Prix de la meilleure image, Prix du public, Prix du jury junior
- Festival Lumières d’Afrique Besançon 2012 : Coup de cœur du public
- Festival du film FESPACO 2013 : Prix du meilleur scénario
- Festival national du film de Tanger 2013 : Prix du meilleur film et Prix de la meilleure musique
- Festival du film méditerranéen d’Alexandrie 2013 : Prix de la meilleure création artistique, Prix du meilleur scénario
- Festival du film maghrébin d’Alger 2013 : Grand prix
- Trophées francophones du cinéma 2013 :
  - Meilleur réalisateur pour Nabil Ayouch
  - Meilleur scénariste pour Jamal Belmahi
- Festival international du film de Seattle 2013 : Meilleur réalisateur pour Nabil Ayouch
- Festival du film méditerranéen de Bruxelles 2013 : Grand prix du jury et prix Ciné Europa
- Prix Lumières 2014 : Meilleur film francophone hors de France

### Nominations
- Festival international du film de Palm Springs 2014